# La Narra
La Narra es una entidad de población española del municipio de San Pedro del Valle, perteneciente a la provincia de Salamanca, en la comunidad autónoma de Castilla y León.

## Historia
Hacia mediados del siglo XIX, el lugar, una aldea ya por entonces perteneciente al municipio de San Pedro del Valle, tenía contabilizada una población de 3 habitantes. Aparece descrito en el duodécimo volumen del Diccionario geográfico-estadístico-histórico de España y sus posesiones de Ultramar de Pascual Madoz con las siguientes palabras:

NARRA (la): desp. en la provincia de Salamanca, part. jud. de Ledesma, térm. jurisd. de San Pedro del Valle. pobl. 1 vec., 3 alm.
(Madoz, 1849, p. 31)

En 2023, la entidad singular de población de La Narra tenía empadronados 2 habitantes, ambos en diseminado.